# Mohon
Mohon (bret. Mozhon) – miejscowość i gmina we Francji, w regionie Bretania, w departamencie Morbihan.
Według danych na rok 1990 gminę zamieszkiwało 1031 osób, a gęstość zaludnienia wynosiła 27 osób/km² (wśród 1269 gmin Bretanii Mohon plasuje się na 566. miejscu pod względem liczby ludności, natomiast pod względem powierzchni na miejscu 164.).